# Aeródromo de Tatuí
Aeródromo de Tatuí fica na cidade de Tatuí em São Paulo.
A pista possui 1.300 metros de comprimento e 30 metros de largura, em relevo plano, com baixos índices de nevoeiro. Possui a frequência oficial de coordenação de aeródromo FCA em 135.625 MHz.
A infraestrutura do aeroporto conta com 10 hangares, além de cantina, sede social que também funciona como terminal e facilidades para os usuários, alojamento, casa de guarda-campo e uma sala de controle e secretaria, tudo operado pelo Aeroclube. Nas dependências funcionam, além do Aeroclube especializado em prática desportiva e formação de pilotos de planadores, uma oficina para pequenas aeronaves, duas escolas de aviação ultraleve e uma empresa especializada em comunicação aeronáutica.
Em 2013, foi autorizado para ser usado como aeroporto.